# Вестернах, Иоганн Ойстах фон
Иоганн Ойстах фон Вестернах (нем. Johann Eustach von Westernach, 16 декабря 1545 — 26 октября 1627) — 44-й великий магистр Тевтонского ордена с 1625 по 1627 годы.
Род Вестернах относится к швабским дворянским родам империи. Название происходит от местности Вестернах, входящей в настоящее время в город Миндельхайм округа Нижний Альгой в Баварии.
Иоганн Ойстах фон Вестернах вёл дела ордена в Эллингене, Бад-Мергентхайме и Франкфурте-на-Майне. С 1585 года был ландкомтуром орденского баллея Франкония. Он стал коадъютором Карла Австрийского и 19 марта 1625 года был выбран его преемником. Был похоронен в орденской церкви в Мергентхайме.